# Adolf Birch-Hirschfeld
Gustav Adolf Birch-Hirschfeld (* 1. Oktober 1849 in Kiel; † 11. Januar 1917 in Gautzsch) war ein deutscher Romanist, Mediävist und Literaturwissenschaftler.

## Leben
Birch-Hirschfeld studierte an der Universität Leipzig bei Adolf Ebert und Friedrich Zarncke. Während seines Studiums wurde er 1868 Mitglied der Leipziger Burschenschaft Germania. Er wurde 1877 mit der literarhistorischen Untersuchung Die Sage vom Gral. Ihre Entwicklung und dichterische Ausbildung in Frankreich und Deutschland im 12. und 13. Jahrhundert (Leipzig 1877) promoviert. Er habilitierte sich 1878 mit der Arbeit Über die den provenzalischen Troubadours des XII. und XIII. Jahrhunderts bekannten epischen Stoffe (Halle 1878). Nach längerem Aufenthalt in Paris ging er 1883 als Privatdozent an die Universität Gießen und wurde dort 1884 ordentlicher Professor für Neuere Sprachen. Die Philologisch-Historische Verbindung Gießen im Naumburger Kartellverband ernannte ihn zum Ehrenmitglied.
1891 wechselte er auf den Lehrstuhl für Romanische Philologie an der Universität Leipzig. 1900 bis 1901 war er Dekan. Birch-Hirschfeld war Mitglied der Sächsischen Akademie der Wissenschaften zu Leipzig. Der Akademisch-Neuphilologische Verein Leipzig (seit 1910 Akademisch-Neuphilologische Verbindung Leipzig) im Weimarer Kartellverband führte ihn als Ehrenmitglied. Er war Bruder des Mediziners Felix Victor Birch-Hirschfeld. 1908 lebte er in Gautzsch am Ring 100.

## Veröffentlichungen (Auswahl)
- Geschichte der französischen Literatur seit Anfang des 16. Jahrhunderts, Stuttgart 1889
- Geschichte der französischen Literatur von den ältesten Zeiten bis zur Gegenwart, von Hermann Suchier und Adolf Birch-Hirschfeld, Bd. 2: Die neuere Zeit. Vom 16. Jahrhundert bis zur Gegenwart, 2., neubearb. u. verm. Aufl., Leipzig 1913 (1. Aufl. 1900)